# Lepturgotrichona
Lepturgotrichona (лат.) — род усачей трибы Acanthocinini из подсемейства ламиин.

## Описание
Коренастые жуки с булавовидными бёдрам. От близких групп отличается следующими признаками: тело очень уплощённое дорсо-вентрально; переднегрудь с резко острыми боковыми бугорками, расположенными в задней трети, вершина обращена назад; переднеспинка без бугорков; надкрылья без центробазального гребня или продольного валика; базальные плюсны длиннее двух следующих вместе.

## Классификация и распространение
В составе рода 3 вида. Встречаются, в том числе, в Северной и Южной Америке.
- Lepturgotrichona bordoni Monné & Martins, 1976[5]
- Lepturgotrichona cubaecola (Fisher, 1942)
- Lepturgotrichona stigmatica (Bates, 1881)